# Супружество (фильм, 2007)
«Супружество» (англ. Married Life) — криминальная драма режиссёра Айра Сакса. Сюжет основан на романе Джона Бингема 1953 года «Пять кругов до рая». Мировая премьера прошла 12 сентября 2007 года.

## Сюжет
Сан-Франциско, 1949 год. Успешный бизнесмен Гарри Аллен влюблен во вдову Кей, которая значительно  младше его. Он рассказывает свой секрет своему другу Ричарду Лэнгли и тот, познакомившись с Кей, также влюбляется в неё. Ричард также узнает, что жена Гарри Пэт, не знающая о его романе, также изменяет ему на стороне с Джоном О’Брайеном. Хотя Ричард пытается убедить Гарри и Пэт не разводиться, Гарри все равно намеревается жениться на Кей. Не зная как Пэт поведет себя, узнав о намерении Гарри, он решает убить её при помощи яда.

## В ролях
- Пирс Броснан — Ричард Лэнгли
- Крис Купер — Гарри Аллен
- Патриша Кларксон — Пэт Аллен
- Рэйчел Макадамс — Кей Несбитт
- Дэвид Уэнем — Джон О’Брайен

## Восприятие
Фильм получил смешанные отзывы. На сайте Rotten Tomatoes на основе 116 рецензий со средним баллом 5,9 из 10 фильм имеет общий рейтинг 55 %.